# Anacleto Angelini
Anacleto Angelini (* 17. Januar 1914 in Ferrara; † 28. August 2007 in Santiago de Chile) war ein italienisch-chilenischer Unternehmer. Er war einer der reichsten Männer Chiles; die Angaben über sein Vermögen schwanken zwischen 3,7 und sechs Milliarden US-Dollar zum Zeitpunkt seines Todes.

## Leben

### Herkunft
Angelinis Vater wanderte 1936 als Geschäftsmann mit seinen drei Söhnen in das unter Mussolini eroberte und zur Kolonie erklärte Äthiopien aus. Nachdem im Zweiten Weltkrieg der äthiopische Kaiser Haile Selassie mit britischer Unterstützung die Macht zurückgewann, kehrten die Angelinis nach Italien zurück. Anacleto wanderte 1948 nach Chile aus.

### Unternehmertum in Chile
Mit seinem mitgebrachten Kapital gründete er noch im Jahr seiner Ankunft gemeinsam mit anderen Immigranten eine Farbenfabrik, Pinturas Tajamar, bald darauf gemeinsam mit dem ebenfalls emigrierten Italiener Antonio Francini das Bauunternehmen Francini y Angelini.
Im Jahr 1953 übernahm er in Arica von einem Italiener das kleine Fischereiunternehmen Eperva, das er erfolgreich leitete. In der Folge weitete er seine Aktivitäten auf diesem Geschäftsfeld aus und verkaufte seinen Anteil am Bauunternehmen. Durch Expansion und Übernahmen wurde die Gesellschaft als Indo y Eperva bald zur größten Fischereigesellschaft in Südamerika. In der Fischverarbeitung erwies sich insbesondere die Fischmehlproduktion als lohnendes Geschäft, da dieses Produkt zur in jenen Jahren in Chile stark expandierenden Hühnermast verwendet wird.
Die Unternehmensgruppe wuchs auch unter der Diktatur Pinochets beständig weiter und diversifizierte ihre Geschäftsfelder. Indo y Eperva entwickelte sich zu einer Holding, die in den 1980er Jahren nur noch zu 20 % im Fischereisektor aktiv war. In den 1980er Jahren reduzierte Angelini sein Engagement in der Fischerei und Fischverarbeitung auch aufgrund zunehmender Konkurrenz aus Peru und dem verstärkten Auftreten ungünstiger Klimaphänomene, insbesondere von El Niño. In der Fischmehlproduktion blieb die Unternehmensgruppe Angelinis jedoch führend.
Die Aktivitäten Agnelinis weiteten sich seit den 1980er Jahren insbesondere auf den Energiesektor und die Zelluloseproduktion aus. 1985 und 1986 übernahm Angelinis Unternehmensgruppe 41 % der Aktien der Compañía de Petróleos de Chile (Copec), die nicht nur Chiles führender Vertrieb von Treib- und Schmierstoffen ist, sondern über ihre Tochter Celulosa Arauco auch große Waldflächen bewirtschaftet und Zellulose- und Papierfabriken betreibt. Das Unternehmen wird von Kritikern als führend in der Abholzung chilenischer Wälder angesehen und geriet wiederholt durch Gewässerverschmutzung in die Schlagzeilen. Auch in den Bereichen Finanzdienstleistungen, Versicherungen, Bergbau, Schiffbau und Seetransport ist seine Holding aktiv, die heute Antarchile S.A. heißt und zu den größten Unternehmen Lateinamerikas zählt. Seine Anteile an chilenischen Energieunternehmen stieß Angelini um die Jahrtausendwende ab, als ausländische Unternehmen als Investoren auf den heimischen Markt drängten.

### Späte Jahre
Im Jahr 1994 erhielt Angelini durch ein Dekret von Präsident Eduardo Frei Ruiz-Tagle die chilenische Staatsbürgerschaft. Angelini hinterlässt keine Kinder; sein Nachfolger in der Unternehmensgruppe und bei Copec ist sein Neffe Roberto Angelini Rossi. Angelini lebte zurückgezogen und trat in der Öffentlichkeit wie in der Presse nur sehr selten auf.